# Humberto Salgado Gómez
Humberto Salgado Gómez (26 de marzo de 1944, Ciudad Altamirano) es un abogado y servidor público miembro del Partido Revolucionario Institucional. Fue el Secretario General de Gobierno de Guerrero del 4 de abril del 2011 al 14 de mayo de 2013.

## Estudios
Hijo de Luis Salgado y María Gómez, Hizo la primaria en la Escuela Nicolás Bravo, y, la secundaria, en la Plan de Iguala de dicha ciudad.
Continuó sus estudios en la Escuela Nacional Preparatoria Justo Sierra y en la Facultad de Derecho de la UNAM, titulándose con la tesis El contrato de arrendamiento y el problema habitacional en México.
Durante un tiempo, se dedicó a la docencia e impartió varias materias en escuelas secundarias y preparatorias del Distrito Federal.

## Trayectoria
Ha fungido como gerente de Personal y Relaciones Industriales de Aeroméxico, 1979–1980; presidente de la Comisión Electoral del Estado de Guerrero, 1981–1985; diputado federal de la LIII Legislatura, 1985–1988; director de Administración de la CONASUPO, 1988–1991; director general del Instituto de Vivienda y Suelo Urbano del Estado de Guerrero (INVISUR), 1993; director general de Trabajo y Previsión Social del Departamento del Distrito Federal, 1994–1996; en dos ocasiones, secretario general de Gobierno, durante los periodos gubernamentales del profesor y licenciado Alejandro Cervantes Delgado y del licenciado Ángel H. Aguirre Rivero; secretario de Educación Guerrero y representante del Gobierno del estado de Guerrero en el D.F.